# TV Chosun
TV Chosun (en hangul, TV 조선; en hanja, 株式會社 朝鮮 放送; romanización revisada, Jusikhoesa Joseon Bangsong; significado, ‘Empresa de radiodifusión de Corea’), también conocida en el aire como TV Chosun (estilizada como TV CHOSUN), es un canal de televisión de pago de Corea del Sur y empresa de radiodifusión, propiedad del consorcio liderado por Chosun Ilbo. Comenzó a emitir el 1 de diciembre de 2011.
TV Chosun es uno de los cuatro nuevos canales generalistas de televisión por cable de Corea del Sur junto con JTBC (de JoongAng Ilbo), Canal A (de Dong-A Ilbo) y MBN (de Maeil Kyungje) en 2011. Los cuatro nuevos canales complementan los canales de televisión en abierto convencionales existentes como KBS, MBC, SBS y otros canales más pequeños lanzados tras la desregulación en 1990.

## Historia
- 22 de julio de 2009: La enmienda de la ley de medios fue aprobada por la Asamblea Nacional Surcoreana para desregular el mercado de medios de Corea del Sur.
- 31 de diciembre de 2010: JTBC, TV Chosun, MBN y Channel A son elegidos como emisores de canales de televisión por cable general.
- 1 de diciembre de 2011: TV Chosun comienza a transmitir.
- 6 de julio de 2019: TV Chosun, junto con el resto de canales de la Comisión de Comunicaciones de Corea, comenzaron a transmitir en lenguaje de signos inteligente.[7]